# Orthothecium acuminatum
Orthothecium acuminatum är en bladmossart som beskrevs av Niels Bryhn 1907. Orthothecium acuminatum ingår i släktet glansmossor, och familjen Hypnaceae. Inga underarter finns listade i Catalogue of Life.